# Aloara
Aloara de Capoue (Xe siècle) est la femme de Pandulf Tête de Fer, prince de Bénévent et de Capoue de 943 à 981 et prince de Salerne. 
Aloara dont l'origine est inconnue épouse Pandolf Tête de Fer et lui donne six enfants. Pandolf est chargé par l’empereur Otton Ier de lancer l’assaut contre Bari et il est fait prisonnier à la bataille de Bovino en juin 969 par les troupes envoyées par Nicéphore II Phocas et il est transféré captif à Constantinople. En 970, Aloara et son fils Landolf vont trouver l'empereur  pour qu'il reprenne la guerre contre les Byzantins en Italie du Sud. Otton remet le siège devant Bovino dont il brûle les faubourgs. 
À Constantinople, Pandolf, libéré par le nouvel empereur Jean Tzimiskès, négocie la paix et une alliance matrimoniale entre les deux empereurs et la nièce du basileus Théophano Skleraina est fiancée au futur Othon II. Après la mort de son époux en 981, Aloara gouverne Capoue comme régente au nom de ses fils jusqu'à sa mort en 992.